# Мараньян
Маранья́н (порт. Maranhão) — штат на северо-востоке Бразилии. Граничит со штатами Пара на западе, Токантинс на юге, Пиауи на востоке; север штата омывает Атлантический океан. Административный центр — город Сан-Луис.
Мараньян знаменит космической базой Алкантара, расположенной на берегу океана на противоположном Сан-Луису берегу бухты Сан-Маркус.

## География
Штат Мараньян занимает северные склоны Бразильского плоскогорья, большей частью покрытые саванной, и прибрежную низменность с влажными экваториальными лесами, сильно сведёнными к настоящему времени.
Климат в штате жаркий, с разделением на два сезона — дождей и засухи.
Морские порты штата — Сан-Луис, Икату.
Одна из крупнейших рек штата — Итапикуру.

## История
Первая попытка установить контроль над территорией, на которой сейчас находится Мараньян, была предпринята в 1535 году, однако она не увенчалась успехом: исследовательский флот потерпел крушение недалеко от берега.
В течение следующих десятилетий Мараньян часто посещали французские пираты и чиновники. Они заключили союз с местными индейцами, обещая защитить их от португальцев. Вскоре на территории Мараньяна была установлена власть Франции. Однако уже к 1615 году вся область вокруг залива Сан-Луис была занята португальскими силами, и французам пришлось оставить Мараньян.
В 1641 году Мараньян подвергся вторжению голландцев, которые прибыли туда в поисках индейцев, которых бы могли использовать как рабов на фермах сахарного тростника в Пернамбуку. Однако голландское присутствие было недолгим: в 1644 году, уставшие от борьбы против португальцев, индейцев и иезуитов, они покинули Мараньян.
В 1838 году на территории провинции Мараньян вспыхнуло крестьянское восстание Балаяда, жестоко подавленное властями.

## Демография
Согласно сведениям, собранным в ходе переписи 2010 г. Национальным институтом географии и статистики (IBGE), население штата составляет:
| Полное население                       | Полное население                       | Полное население                       | Полное население                       | 6 574 789 |
| -------------------------------------- | -------------------------------------- | -------------------------------------- | -------------------------------------- | --------- |
| в том числе:                           | Городское население                    | 4 147 149                              | Процент городского населения, %        | 63,08     |
|                                        | Сельское население                     | 2 427 640                              | Процент сельского населения, %         | 36,92     |
|                                        | Мужское население                      | 3 261 515                              | Процент мужского населения, %          | 49,61     |
|                                        | Женское население                      | 3 313 274                              | Процент женского населения, %          | 50,39     |
| Плотность населения, чел/км²           | Плотность населения, чел/км²           | Плотность населения, чел/км²           | Плотность населения, чел/км²           | 19,81     |
| Население штата в % к населению страны | Население штата в % к населению страны | Население штата в % к населению страны | Население штата в % к населению страны | 3,45      |

## Административное устройство
Административно штат разделён на 5 мезорегионов и 21 микрорегионов. В штате — 217 муниципалитетов.

## Экономика
Основу экономики штата составляет сельское хозяйство, главной отраслью которой является земледелие. На плантациях Мараньяна выращивается длинноволокнистый хлопчатник, сахарный тростник, кофе и какао. В долинах рек производится сбор плодов пальмы бабасу, а также знаменитого карнаубского воска.
Несмотря на то, что Мараньян является одним из беднейших штатов в Бразилии, в штате наблюдается быстрый рост экономики. Штат активно посещают туристы, которых привлекают очарование Сан-Луиса и уникальные красоты Ленсойс, прибрежной области, заполненной водоёмами.

### Транспорт

#### Аэропорты
- Маршал Кунья Мачаду (Сан-Луис)
- Ренату Морейра (Императрис)

## Галерея
- Дюны в национальном парке Ленсойс-Мараньенсис
- Исторический центр Сан-Луиса
- Главный аэропорт штата[7]